# Friedrich Glasl

Modèle d'escalade des conflits de Glasl.

Friedrich Glasl (né le 23 mai 1941 à Vienne (Autriche)) est un économiste, consultant en médiation autrichien. Habitant Salzbourg, il est l'un des fondateurs de la firme Trigon-Entwicklungsberatung.
Il est surtout connu pour avoir développé un modèle d'escalade des conflits (en), tout en représentant son échelle sous une forme descendante, pour manifester l'aggravation du conflit. Il est également à l'origine, avec Otto Scharmer, de la théorie U qui modélise le processus créatif.

## Biographie
Glasl étudie les sciences politiques, la psychologie et la philosophie à l'université de Vienne.